# TESS
TESS (на английски: Transiting Exoplanet Survey Satellite) е космически телескоп, предназначен за откриване на екзопланети по транзитен метод.
Телескопът е разработен от MIT в рамките на т. нар. „Малка изследователска програма“ на НАСА (Small Explorer program).
Предполага се, че телескопът в течение на две години ще провежда всесезонни изследвания с цел по-подробно изучаване на по-рано открити, както и откриване на неизвестни екзопланети на орбити около ярки звезди.
Изстрелването на космическия апарат с телескопа на борда е планирано отначало на 16 април 2018 г., но е отложено за 18 април.
Стойността на проекта се оценява на 378 млн. долара.